# Kong Svends Høj
Kong Svends Høj är en gravhög i närheten av Smørumnedre på Själland i Danmark. Den ligger på den högsta punkten i socknen och är idag omgiven av bebyggelse.
Gravhögen, som troligen är från äldre bronsåldern (1800–1000 f.Kr.), har aldrig grävts ut men vid arkeologiska utgrävningar i området år 2003 inför en avstyckning av tomter hittades föremål och husgrunder från brons- och järnåldern. Resterna av ett dubbelt långhus 50 meter öster om Kong Svends Høj anses vara samtida med gravhögen.
Kong Svends Høj, som är byggd av torv, är drygt 6 meter hög och har en diameter på 36 meter. Den skyddades som fornminne år 1876.